# Mynes wahnesi
Mynes wahnesi är en fjärilsart som beskrevs av Johannes Karl Max Röber 1894. Mynes wahnesi ingår i släktet Mynes och familjen praktfjärilar. Inga underarter finns listade i Catalogue of Life.